# Ilex paraguariensis
La yerba mate, yerba de los jesuitas o yerba del Paraguay (Ilex paraguariensis / Ilex paraguayensis/)  (en guaraní: ka'a), es una especie arbórea neotropical originaria de América del Sur. Se encuentra presente en la región de la Mata Atlántica de Paraguay, Argentina,  y Brasil, así como también en las sierras boscosas de Uruguay  en donde crece en estado doméstico gracias a organizaciones y empresas que insertaron la planta ya que no es nativa de la zona, sobre todo formando parte del sotobosque o del estrato mediano de los montes.
De las hojas y ramas, secas y molidas, de esta aquifoliácea se prepara el mate, una infusión originaria de su zona de crecimiento natural (la selva paranaense) y común en la gastronomía de Paraguay, Argentina, el Sur de Brasil, Uruguay y ciertas regiones del centro-sur de Chile. A su vez, el término mate, poro o porongo es dado a la "calabacita" que tradicionalmente sirve de recipiente para tomar la infusión. 
Es ampliamente cultivada comercialmente en Paraguay, Brasil y Argentina (en orden de producción total) desde el siglo XIX, dando lugar a una importante industria.

## Descripción

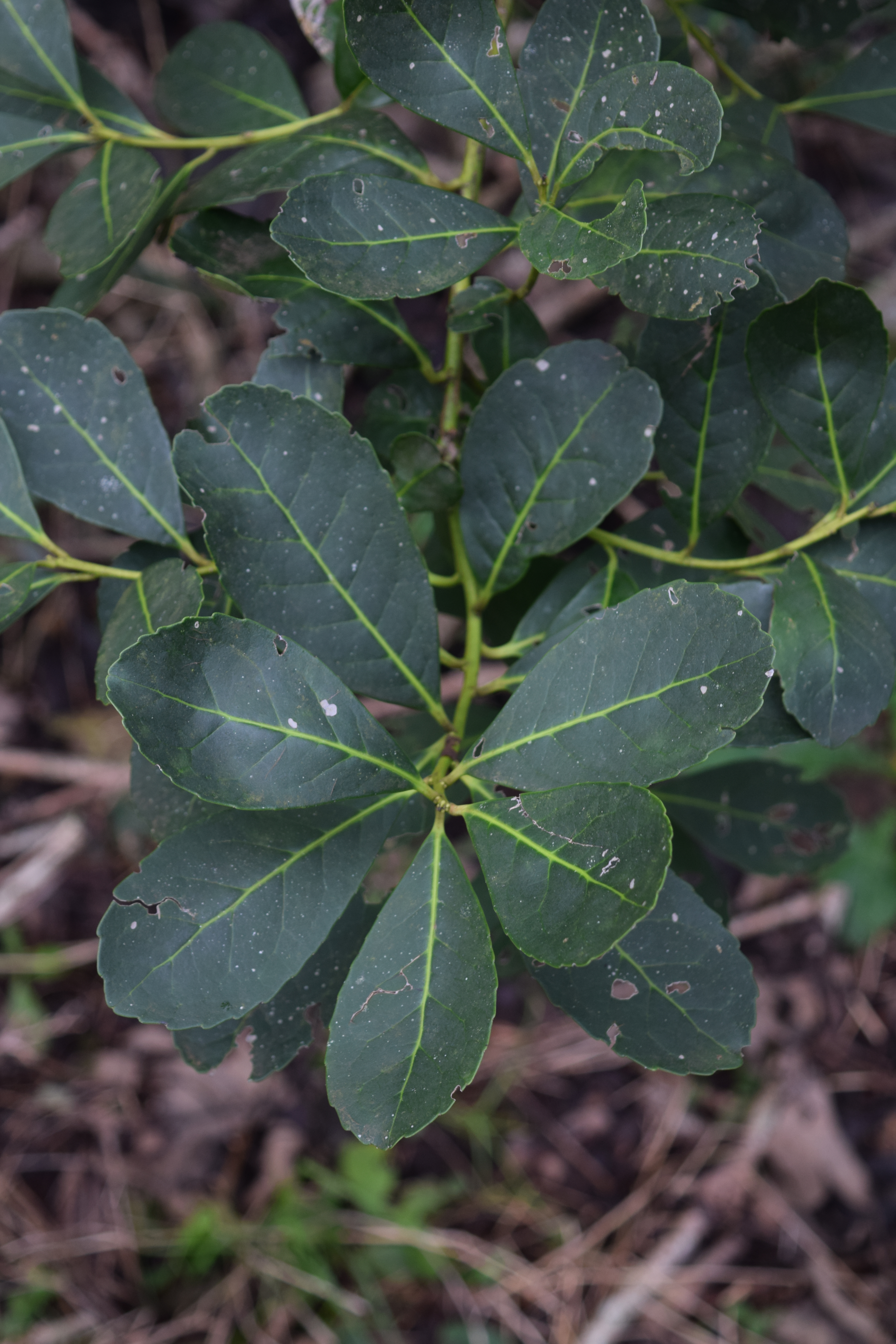
Hojas de yerba mate.

La especie Ilex paraguariensis es un árbol perennifolio, de hasta 15 m de altura en estado salvaje. Tiene un fuste recto y cilíndrico, de hasta 30 cm de diámetro, recubierto de una fina corteza pardogrisácea acanalada. Las ramas brotan del árbol en ángulo recto, dando lugar a una copa apicada. La raíz es pivotante.
Las hojas son alternas, obovadas, con el margen dentado y el ápice obtuso, de unos 11 cm de largo y 5 de ancho, coriáceas; no presentan nunca pelos ni estomas por el haz, de color verde oscuro, y estomas pequeños en el envés. Las nervaduras primarias y secundarias son de color amarillento y muy marcadas. Perduran unos tres años en la planta.
Entre octubre y noviembre, la época de floración, produce inflorescencias en forma de haces corimboides de 40 a 50 floros, que se desarrollan axilarmente. Es dioico; los ejemplares masculinos presentan dicasios de entre 3 y 11 flores, mientras que en los femeninos aparecen solitarias o en grupos de tres a lo sumo. Las flores son simples, pequeñas, polígamas, de color blancuzco; el cáliz y la corola suelen ser tetrámeros o excepcionalmente pentámeros. Entre los pétalos presenta igual número de estambres. 
La polinización es entomófila, siendo tanto abejas como dípteros los vehículos de la fecundación. Entre los meses de enero y marzo madura el fruto, una núcula indehiscente de unos siete mm de diámetro, de color violáceo, rojizo o negruzco cuando madura, con un estigma poco prominente. Contiene 4 a 8 propágulos rugosos, de color amarillo; presentando los frutos, principalmente los frutos verdes, cantidades significativas de saponinas. La diseminación se produce por lo general endozoicamente, siendo aves sus principales vectores.

## Taxonomía
Ilex paraguariensis fue descrita por Augustin Saint-Hilaire y publicado en Mém. Mus. Hist. Nat. 9: 351, en 1822.

#### Etimología
Ilex: nombre genérico que era el nombre designado en latín para una especie de Quercus (Quercus ilex) comúnmente llamada encina, que tiene un follaje similar al acebo europeo, y ocasionalmente se confunde con él.
paraguariensis: epíteto geográfico que alude a su localización en Paraguay.

#### Sinonimia
- Ilex bonplandiana Münter
- Ilex curitibensis Miers
- Ilex domestica Reissek
- Ilex domestica var. glabra Reissek
- Ilex domestica var. pubescens Reissek
- Ilex mate A.St.-Hil.
- Ilex sorbilis Reissek
- Ilex theaezans Bonpl. ex Miers
- Ilex vestita Reissek[10]

## Importancia económica y cultural

### Cultivo
La yerba requiere temperaturas tropicales y una elevada humedad en el ambiente, así como frecuentes precipitaciones, en el orden de los 2000 mm anuales, especialmente durante la floración. La temperatura óptima se ubica en torno a los 20 °C de media, aunque soporta bien las heladas suaves. Es muy tolerante a la sombra. 
Prefiere sitios bajos, con buen drenaje y posibilidad de radicar en profundidad. El suelo debe ser ligeramente ácido, arenoso o arcilloso, de textura fina o media. Tiene altos requerimientos de ácido fosfórico y potasio.

#### Plantación

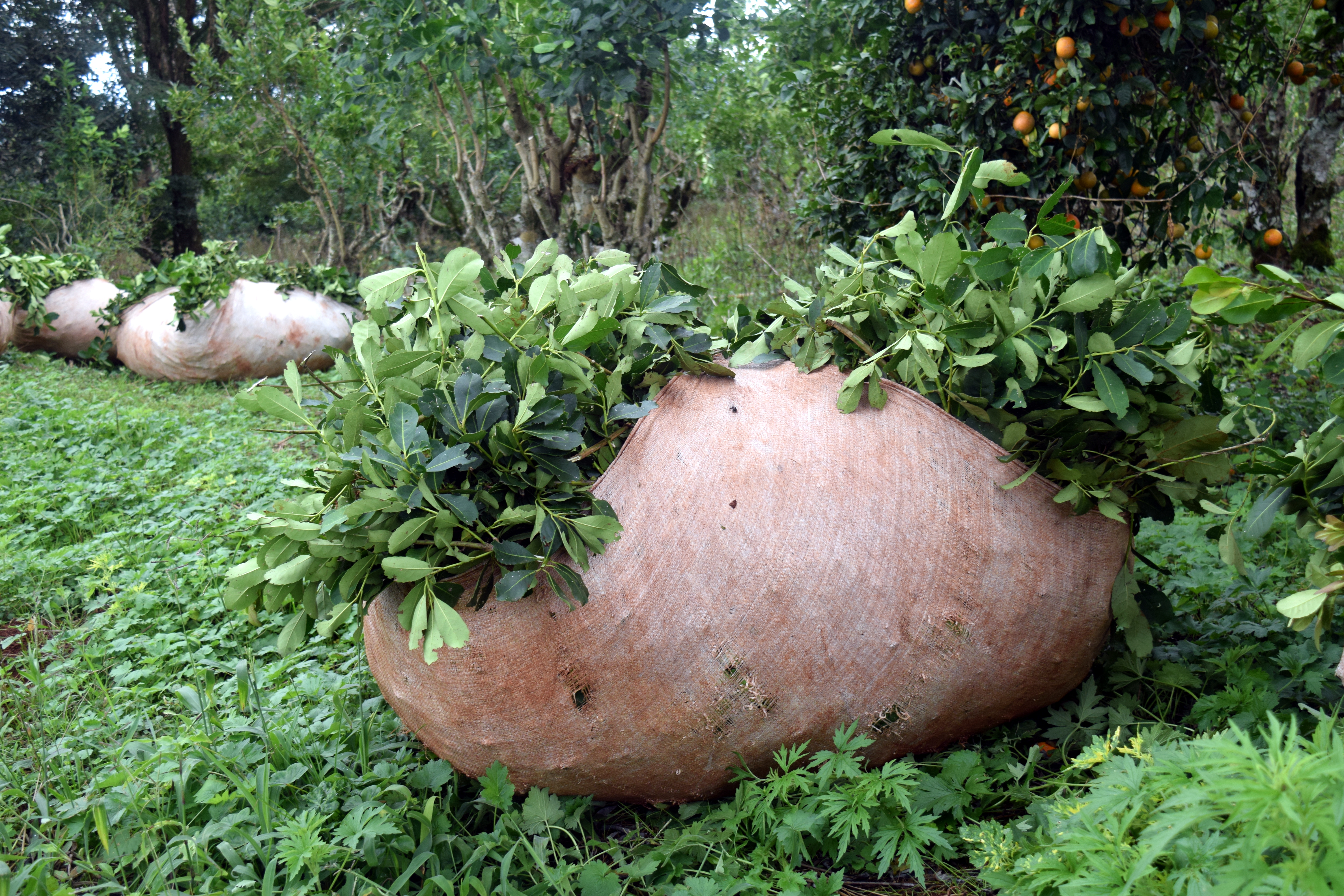
Raído (lienzo plástico atado en sus cuatro puntas) de yerba mate durante su cosecha en Misiones.

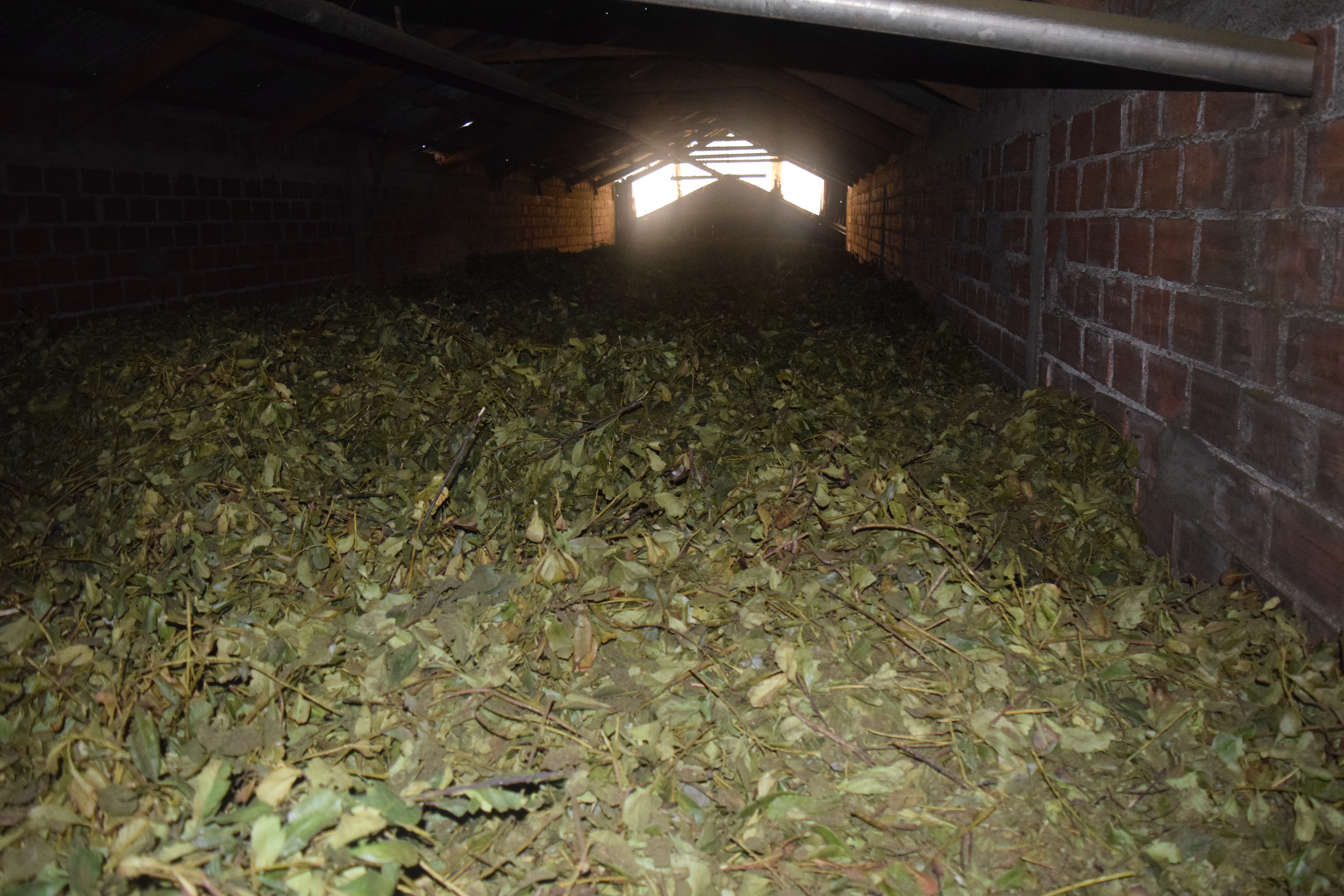
Secado de la yerba mate en un establecimiento de Campo Ramón, Misiones.

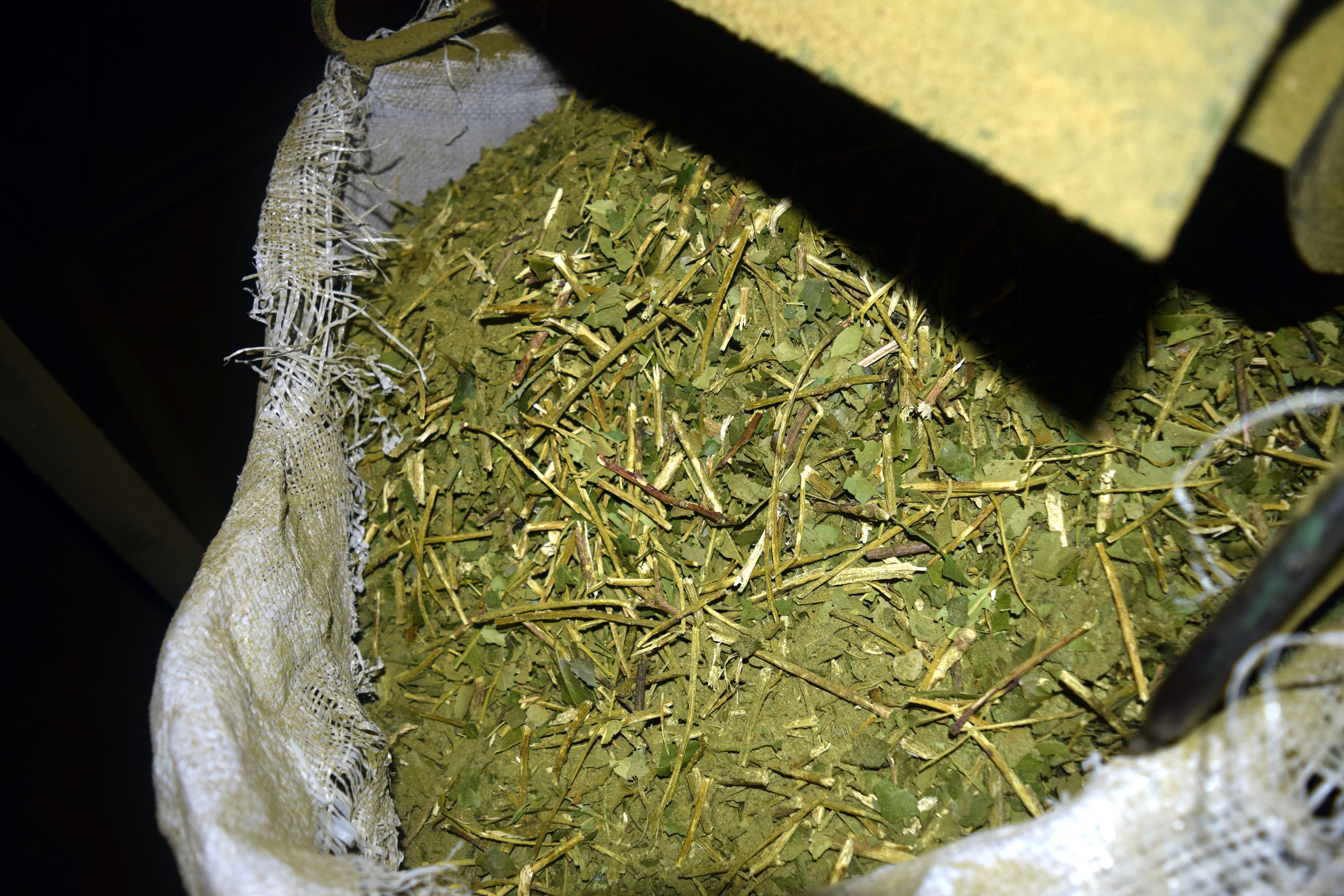
Yerba mate canchada (triturada de manera grosera) previo al envío hacia el molino.

Tradicionalmente, la yerba se cultivaba de manera simplemente extractiva, aprovechando los ejemplares silvestres del sotobosque, esta práctica ya no se utiliza, en la actualidad hay cultivos de manera ordenada. Los intentos iniciales de domesticar su cultivo se toparon con dificultades en la germinación, lo que llevó a los sacerdotes de las reducciones jesuíticas, los primeros que emprendieron el intento, a fomentar el replante en zona selvática y la poda como medios de incrementar la producción. En buena parte de Brasil las pequeñas explotaciones funcionan aún de ese modo.
Para el cultivo organizado, las semillas se cosechan entre febrero y abril; deben plantarse de inmediato o almacenarse con sumo cuidado, para evitar que el endurecimiento de las mismas las haga inviables. A bajas temperaturas pueden almacenarse hasta un año, aunque su capacidad de germinar se reduce abruptamente. En muchas semillas externamente maduras el embrión es aún rudimentario, lo que provoca larguísimos períodos de germinación en algunos casos. Sin embargo, la reproducción sexual sigue siendo la forma más frecuente de cultivo.
Normalmente las semillas obtenidas de frutos maduros se quiebran y remojan una vez cosechadas; después de dejarlas secar, se siembran menos de 30 días después de su cosecha. Con riego abundante y temperatura favorable, la germinación tiene lugar al cabo de uno o dos meses. Se trasplantan al cabo de un año a su ubicación definitiva, asumiendo otro año más su arraigo.
Las plantaciones organizadas comenzaron a ponerse en práctica en Paraguay hacia 1915, empleando una disposición en cuadrilátero o tresbolillo. Hacia la misma fecha se desarrollaron mejoras en técnica de poda, entre ellas el llamado corte mesa, una poda horizontal adecuada a la cosecha mecánica, que mejora además el rendimiento de la planta. En 1953 se impuso una modificación a la técnica de plantado, ubicando los renovales en curvas de nivel e incrementando la densidad por hectárea. El uso de leguminosas como cultivo de acompañamiento mejora también el rendimiento del suelo.
La reproducción agámica (por esquejes) es inusual, sobre todo por la dificultad de obtener gajos con raíz; la tasa de enraizamiento de ramas altas es baja, aun cuando se emplean hormonas para fomentarla. Las técnicas de fecundación in vitro son aún experimentales.

### Producción mundial
Aunque tres repúblicas son las principales y más reconocidas cultivadoras, dos países concentran más del 90% de la producción mundial de la yerba mate. 
En primer lugar figura Argentina como mayor productor mundial de yerba mate con alrededor de 700 mil toneladas al año (entre 56 y 62% del global), seguido de Brasil con unas 500 mil (alrededor de 34 a 36%) y de Paraguay con 50 mil (5% mundial).

## Consumo
Hay tres formas básicas de consumir la yerba mate, que reciben distintos nombres:
- La forma más común es el mate, una infusión que se prepara en un recipiente (también denominado “mate”) o -si el recipiente es de calabaza se le llama "porongo” - en donde se vierte agua caliente o hirviendo, entre 75 y 82 grados de temperatura en Argentina e hirviendo en Uruguay, que se succiona por medio de una bombilla. La forma oriental de consumo, a diferencia de la Argentina, se realiza con agua hirviendo e "hinchando el mate", para no quemar la yerba, no beber hojas en cada sorbo y que el mate esté "bueno" del primero al último.
- El tereré es similar al mate, pero se lo prepara con agua bien fría o jugo de algún cítrico, hielo y yuyos, Su consumo es especial para los días de calor. Se le suele agregar mezcla de yuyos o remedios medicinales como la menta, el cedrón, peperina, burrito, cocú, entre otras. Es propio de la región guaraní, en la que entre los siglos XVII y XVIII se establecieron misiones jesuitas Misiones Jesuíticas-Guaraníes.
- El mate cocido es una infusión. Para prepararlo primero se calienta agua, se le agrega yerba mate antes de hervir (muchas veces "quemada" previamente con azúcar) y posteriormente se cuela y se sirve en una taza. Hoy, esta forma de preparar el mate cocido, ha sido en algunos lugares desplazada por el mate cocido preparado en bolsitas de papel, similares a las del té común en la cual la única diferencia está en la molienda donde se procesan y clasifican las hojas de yerba mate, eliminando los palitos y el polvo.[16] El mate cocido fue conocido en los siglos XVII y XVIII como té de los jesuitas, por ser éstos quienes preferían ese modo de uso, a imitación del té.

## Historia de la yerba mate

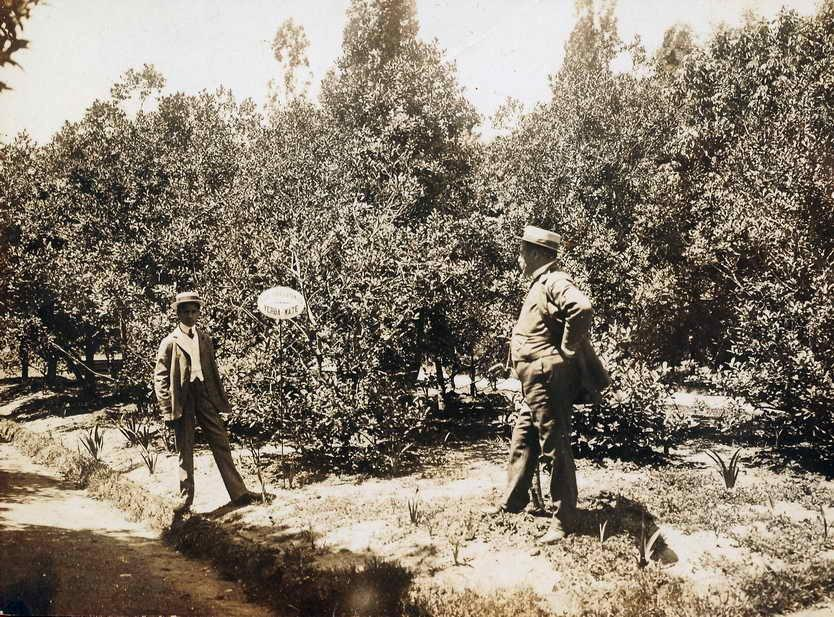
Carlos Thays observando sus plantas de yerba mate en el Jardín Botánico de Buenos Aires.

Conocida como té de los jesuitas o té paraguayo, la yerba fue consumida desde tiempo inmemorial por los pueblos káingang, guaraníes y guaycurúes, que recogían las hojas de ka'a (yerba en guaraní) en la selva paranaense, donde crecía en forma silvestre. Inicialmente las mascaban, luego las prepararon en infusión.
Los káingang fueron los primeros consumidores de yerba mate. En la antigüedad no procesaban las hojas, sino que las consumían frescas. Las enhebraban en un hilo que ataban a su cintura, y las iban comiendo a lo largo de la jornada.
Por su parte, los guaraníes fueron los primeros productores de yerba mate y perfeccionaron sucesivos procesos de elaboración, como ser el Barbacuá Mbyky y el Barbacuá Yvaté.
Iniciado el período de dominación hispano-portuguesa en América del Sur, la costumbre de beber la infusión fue extendiéndose. Hacia fines del siglo XVI y comienzos del XVII, los españoles consideraron al mate como un vicio peligroso. En abril de 1595, el teniente gobernador de Asunción, Juan Caballero Bazán, prohíbe el tránsito por los yerbatales y el cultivo.

Con la llegada de la Compañía de Jesús al Paraguay a principios del 1600 y hasta 1630, se prohíben el consumo de mate y la exportación de la yerba. Pero la prohibición del consumo sólo sirvió para atraer la curiosidad de los conquistadores.
Hacia 1600 se consumían en Asunción cerca de 500 kilos de yerba al día. En 1611 Diego Marín de Negrón, gobernador de Asunción, impone penas para los que fueran sorprendidos “en posesión de yerbas”: cien latigazos si el infractor era indígena, cien pesos de multa si era español. Contemporáneamente Hernandarias, gobernador de Buenos Aires, reprime el consumo de yerba con 10 pesos de multa y 15 días de cárcel, al tiempo que manda quemar en la Plaza Mayor sacos de la hierba ingresados clandestinamente.
Finalmente, el cultivo fue autorizado a los jesuitas, que lo monopolizaron hasta que fueron expulsados en 1767. Los jesuitas lograron domesticar la planta, mediante técnicas de secado de la semilla, lo que permitió extender las plantaciones al punto que la venta de yerba mate se convirtió en la principal fuente de ingresos de las “reducciones”. Hacia 1720 el consumo se había generalizado también en el actual estado de Paraná (Brasil). En Chile desde la Colonia y hasta el siglo XIX tuvo una amplia difusión, cediendo su preponderancia en las áreas urbanas en favor del té.
A fines del siglo XVIII, luego de la expulsión de los jesuitas, los yerbales se fueron perdiendo como explotación productiva. Su reposición se hizo difícil pues se desconocían los métodos que habían permitido a los jesuitas producir la germinación a escala industrial. El paisajista franco-argentino Carlos Thays investigó los métodos de germinación de las semillas. Esto ya había sido enunciado por el naturalista Aimé Bonpland, quien había vivido en las misiones jesuitas, pero sus estudios se habían perdido.
En 1895 Thays recibió las primeras semillas de yerba mate y logró hacerlas germinar al someterlas a una prolongada inmersión en agua a elevada temperatura. Debido al éxito obtenido, la Dirección de Agricultura y Ganadería de la Nación Argentina confirmó la eficacia del sistema Thays y lo divulgó en la región nordeste del país.

## Normativa

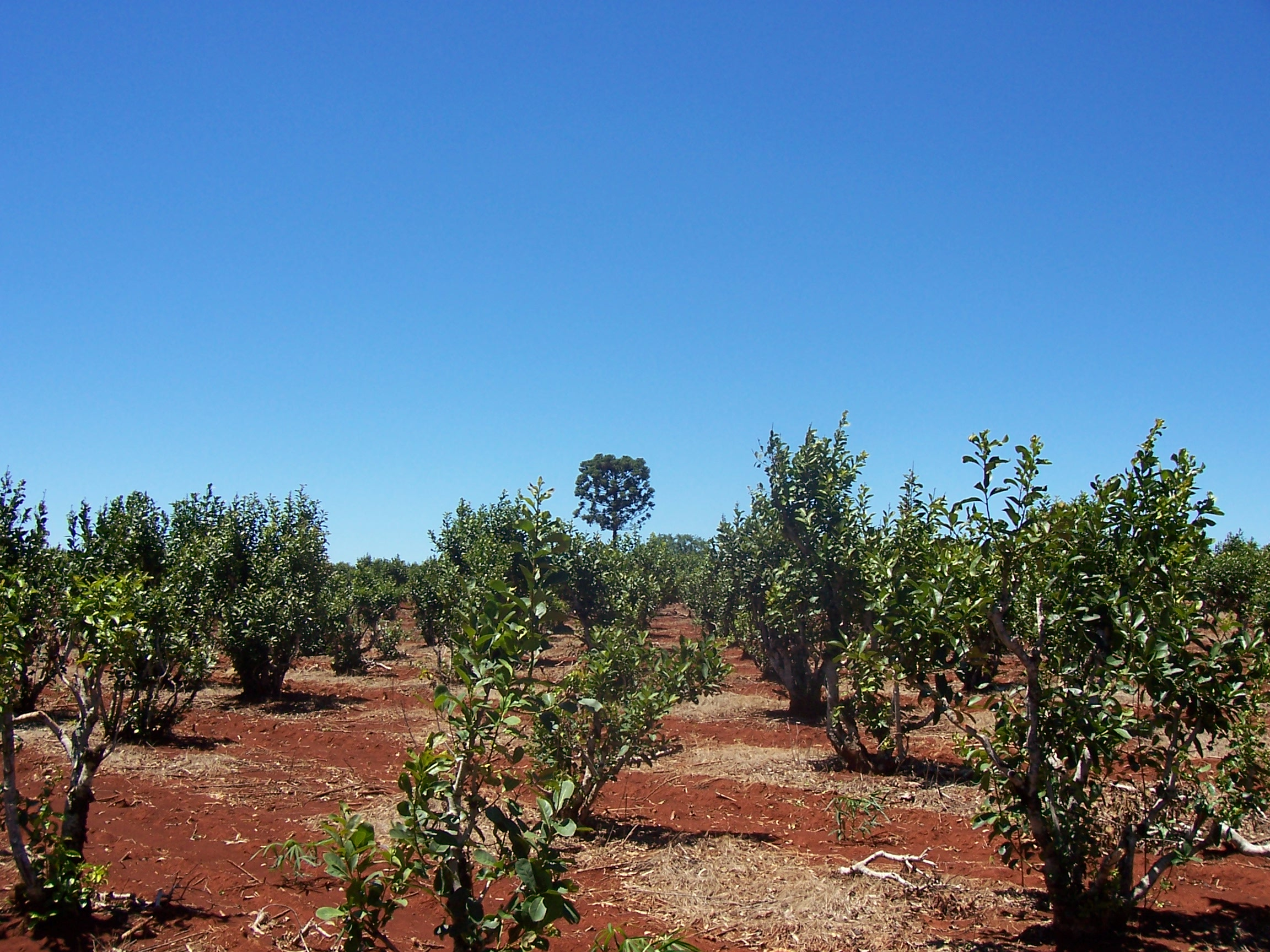
Plantación de yerba mate en la provincia de Misiones, Argentina.

### Denominaciones
Según el Código Alimentario Argentino (CAA) se conoce con la denominación de yerba mate o yerba exclusivamente al producto formado por las hojas desecadas, ligeramente tostadas y desmenuzadas de Ilex paraguariensis, mezcladas o no con fragmentos de ramas secas jóvenes, pecíolos y pedúnculos florales, sin perjuicio de autorizar la inclusión de otras especies de igual género tan pronto como se disponga de estudios que avalen su inocuidad y sean aprobados por la Autoridad Sanitaria Nacional.
También se consideran otras denominaciones:
- Yerba mate sapecada: "sapecar" o "zapecar" es un término guaraní que significa abrir grande los ojos (“sa” o “za” significa “ojo”, “peca” o “mbecá”, significa “abrir”). Se realiza a poco de cortar la rama del árbol y consiste en pasarla cerca del fuego para que las células estallen y liberen la mayor parte del agua. De esta manera se desactivan sus enzimas (llamadas "polifenol oxidasa") impidiendonse así la fermentación. Este proceso además fija la clorofila, logrando así que la yerba mantenga el color verde que perdería si se la secara naturalmente.[22]
- Yerba mate canchada: luego del sapecado, la yerba es secada y triturada de manera gruesa.
- Yerba mate elaborada: es la yerba canchada que ha sido sometida a procesos de zarandeo, trituración y molienda, tal que se ajuste a las siguientes clasificaciones:
  - Yerba mate elaborada con palo: es la yerba que contiene no menos del 65 % de hojas desecadas, rotas o pulverizadas y no más del 35% de palo grosera y finamente triturada, astillas y fibras del mismo. Con el fin de determinar la cantidad total de palo, se utilizarán los tamices de abertura de 1 x 20 mm y n.º 40 (cuarenta mallas por pulgada). La fracción retenida sobre el tamiz de 1 x 20 mm será considerada palo y no deberá ser inferior al 12,5% en peso de la muestra analizada. La fracción que pasa por el tamiz n.º 40 será considerada hoja. Con una alícuota de la fracción retenida en el tamiz N.º 40 proveniente de sucesivos cuarteos, se procederá a extraer con pinza las astillas y cáscaras de palo presentes con lo que se cuantificará la cantidad de palo en dicha fracción. Este porcentaje, más el retenido en el tamiz de 1 x 20 mm conformará el porcentaje total de palo de la muestra analizada. El cien por ciento de la muestra analizada deberá pasar por un tamiz cuya abertura sea de 5 x 70 mm.
  - Yerba mate elaborada despalada (o despalillada): es la yerba que contiene no menos del 90% de hojas desecadas, rotas o pulverizadas y no más del 10% de palo grosera o finamente triturado, astillas y fibras del mismo.
- Caaminí o Ka'a mini (ca-á: hierba; miní: pequeño/a ): Es la variedad de yerba mate caracterizada por estar muy finamente molida (de allí "miní" por estar las hojas reducidas a fragmentos diminutos) y prácticamente desprovista de palo.
- Yerba mate tostada: es la yerba mate elaborada sometida posteriormente a un proceso de tostación.
- Yerba soluble, mate instantáneo, extracto de mate en polvo, o concentrado de mate: es el producto en polvo resultante de la deshidratación de los extractos acuosos obtenidos exclusivamente de la yerba mate.
- PU 1, molienda más fina que cumple con la normativa uruguaya PU o para Uruguay.

### Características
La yerba mate elaborada que se tenga en depósito, exhiba o expenda deberá responder a las siguientes características:
- a) humedad (100-105 °C): máx 9,5%
- b) cenizas totales (500-550 °C): máx 9,0%, Método AOAC (sobre producto seco).
- c) cenizas insolubles en ácido clorhídrico al 10% p/v máx 1,5%
- d) cafeína: mín 0,6%, método de cortes (sobre producto seco).
- e) (Res MSyAS N.º 990, 22.12.97) "extracto acuoso mínimo 25%, método AOAC (sobre producto seco)".
- f) sustancias vegetales extrañas: máx 1,0%
- g) semillas de yerba mate: máx 1,0%
- h) no deberá estar ardida, alterada o agotada.

## Composición química y propiedades

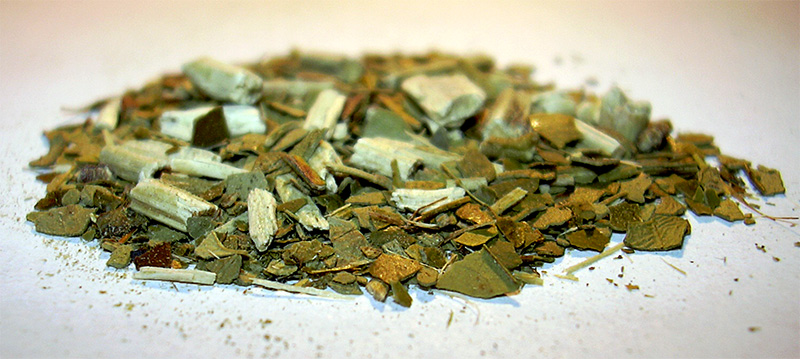
Yerba mate con palo

Las hojas de la planta contienen cafeína como principio psicoactivo. Además, el mate contiene xantinas, que son alcaloides como son la cafeína, teofilina, y teobromina, estimulantes bien conocidos y hallados en café y en chocolate. El contenido de cafeína varía entre 0,7% a 1,7% de peso seco (comparado con el 0,3–9% para las hojas de té, 2,5-7,5% en guaraná, y más de 3,2% para café).

#### Estereoisómeros
Sin embargo, la cafeína no es quiral, y no tiene estereoisómeros, y la "mateína" es un sinónimo oficial de la cafeína en las Bases de Datos de Química.
Los estudios sobre el mate, aunque muy limitados, han mostrado evidencia preliminar que el cóctel de xantinas del mate es diferente de otras especies, así contiene cafeína que afecta más significativamente en los tejidos musculares, como los opuestos a aquellos en el sistema nervioso central, que son similares a los de otros estimulantes naturales. Las tres xantinas presentes en el mate han mostrado tener efecto relajante en los tejidos musculares lisos, y efectos estimulantes miocárdicos.

### Características de la yerba mate soluble
La yerba mate soluble deberá responder a las siguientes características:
- a) humedad (a 100-105 °C), máx 7,5%
- b) cenizas totales (500-550 °C), máx 9,0%
- c) nitrógeno total, máx 3,0%
- d) hidratos de carbono totales (como glucosa), 18-24%
- e) bases purínicas totales, método de Bailey-Andrew, mín 2,5%
- f) alcalinidad de las cenizas (en ml de ácido N): 25-30%
- g) pH de una solución al 2% p/v en agua destilada 5,0-6,0.

### Otras normas
El C.A.A. (Capítulo II, Artículo 132) dispone ciertas normas para la Yerba Mate:
- Los molinos, "zarandas" y dispositivos para las mezclas de yerbas tendrán dispositivos protectores para evitar la dispersión de polvos. Los polvos aspirados mecánicamente durante el proceso de elaboración, que no hayan estado en contacto con el ambiente, podrán ser aprovechados, siempre que estén constituidos por yerba apta para el consumo.
- Queda prohibida la molienda de sucedáneos o adulteraciones de la yerba mate.
- La mezcla de yerbas para preparar los diversos tipos sólo podrá hacerse por medio de aparatos mecánicos.
- La preparación de extractos de yerba mate (yerba mate soluble) y productos afines y la extracción de cafeína deberá efectuarse en locales separados.
- La yerba mate elaborada deberá ser expendida al público en envases de primer uso, fabricados con materiales apropiados para su buena conservación, los que deberán llevar cierre de garantía (sello, precinto, faja, etc.). Queda prohibido fraccionar el contenido de estos envases para su venta al detalle.
- Los que envasen yerba mate no podrán tener en las dependencias de su local envases pertenecientes a otros elaboradores o fraccionadores, sin expresa autorización de los mismos.
- Queda prohibida la circulación de palos sueltos y la existencia de vegetales adulterantes de yerba mate, que serán decomisados inmediatamente donde se los hallare.
- Lo mismo se hará con la yerba mate que se encuentre adulterada o averiada y con la que se hallare depositada en condiciones antihigiénicas o que afecten su pureza. Los molinos podrán tener el porcentaje de palos sueltos que les fije la autoridad competente en relación con la existencia de yerba mate total y de acuerdo al tipo de producto que elaboran.

## Otros usos
En diciembre de 2006 un estudio médico ha señalado la utilidad del consumo de mate cocido para obtener de un modo incruento buenas imágenes del páncreas y las vías biliares. Al realizarse una colangioresonancia o resonancia nuclear abdominal, el líquido gastroduodenal interfiere en la visión del páncreas y de las vías biliares. Se ha observado que el manganeso, al poseer propiedades paramagnéticas, inhibe la interferencia magnética del líquido gastroduodenal. Debido a que la infusión de yerba mate es muy rica en manganeso se le da de beber al paciente mate cocido y transcurridos 15 minutos se le practica la resonancia, obteniéndose así una imagen definida del páncreas y las vías biliares.
El Ilex paraguariensis es además el ingrediente activo de una famosa crema utilizada por fisioterapeutas, quiroprácticos y deportistas de todo el mundo, llamada Biofreeze (Estados Unidos).
Estudios in vivo e in vitro muestran que la yerba mate exhibe significativa actividad anticancerosa. En la Universidad de Illinois en 2005, se halló que la yerba mate es «rica en constituyentes fenólicos» y que sirve para «inhibir la proliferación de células de cáncer de boca».
El abuso de la yerba mate en cualquiera de sus formas es causa frecuente de disrupción hormonal (sobre todo en mujeres), alteración cardiovascular (taquicardia, arritmia), alteración nerviosa (insomnio) y digestiva (gastritis crónica, esofagitis, duodenitis, reflujo gastroesofágico, colitis crónica, etc.).
En agosto de 2018 se ha hecho público y científicamente por parte de Conicet, uno más de los varios beneficios de la hierba mate : las propiedades antisépticas de este vegetal, por ejemplo para combatir a la Escherichia coli y Staphylococcus aureus y otros gérmenes nocivos.

## El mate en la cultura
- El mate tiene la particularidad de que, a diferencia del té o café que se sirven en tazas individuales, suele tomarse en un solo recipiente, que el "cebador" (el encargado de verter el agua en el recipiente) comparte entre todos los miembros de la "ronda de mate". Esto le da una connotación social que las otras infusiones no tienen. Pero, por otro lado, conlleva un cierto riesgo de contagio de enfermedades a través de la saliva.
- Curiosamente, en medio oriente, más precisamente en Siria y Líbano, también el mate es popular. Durante los procesos migratorios que recibió la Argentina en el siglo XX, muchos inmigrantes árabes conocieron el mate y algunos de ellos regresaron con el gusto por esta infusión, haciéndola popular entre sus compatriotas. El consumo de mate se extendió tanto que hoy, Siria es uno de los principales importadores de yerba mate argentina. A diferencia de como se consume en Sudamérica, con un mate para varios, en Medio Oriente se suele usar un recipiente con yerba por persona y cada uno recibe agua caliente de manera individual.
- El recipiente (mate o porongo) y su poco peso son ideales para personas que viajan o pasean, tales como arrieros, excursionistas, exploradores, etc.
- Existen numerosas obras musicales y literarias que recogen el amplio uso del mate en el "cono". Luis Martínez Serrano compuso el tango "Viejo Mate de Plata" el cual fue popularizado por los Huasos Quincheros en Chile..
- Existen numerosas obras musicales y literarias que recogen el amplio uso del mate en el "cono sur.
- "Y habiendo agua caliente/ El mate era amo y señor", frase del tango "El bulín de la calle Ayacucho", con letra de Esteban Celedonio Flores, música de José y Luis Servidio.

En Paraguay, Argentina, Uruguay, Sur de Bolivia y Sur de Brasil el mate es la infusión más típica en toda reunión familiar o social. Puede ser servida tanto desde un termo como desde una pava indistintamente en casa, y se usa un termo para tomar en otro ambientes. En Argentina y Paraguay se consume en mayor medida del tipo elaborada con palo y es producida en toda la zona centro-sur del Paraguay en el noreste del litoral argentino y; en el centro-norte de esta región (en el Noreste) es muy común y casi típico en consumo de tereré. En Uruguay se consume la yerba mate despalada o "sin palo", de molienda fina (tipo P.U 1) y se importa desde el sur de Brasil. Se utilizan también algunas mezclas con otras hierbas que contrarrestan algunas propiedades de la yerba mate o sumar propiedades.
- En Paraguay la bebida más popular es el tereré preparado con yerba mate aunque también se toma mate caliente. Es frecuente ver a la gente tomándolo en frente o el interior de las casas, plazas públicas, empresas, campos deportivos, calle, etc.; especialmente cuando hace calor, por su efecto refrescante. Es muy común ver a miembros de esta colectividad también en Buenos Aires tomarlo usando una jarra o un "termolar" (una marca particular de termos para agua fría), incluso en el trasporte público (en la hora pico hasta parados o sentados en el piso o los escalones de las puertas) mientras viajan a sus lugares de trabajo.

- La película Mateína de los directores Joaquín Peñagaricano y Pablo Abdala retrata un interior uruguayo distópico en el que se ha ilegalizado el consumo de yerba mate.

Debido a su creciente popularidad, su consumo ha propiciado también el cultivo de otras especies equivalentes en otras partes del mundo. En América del Norte la infusión conocida como yaupon o mate yaupon (preparado actualmente a partir de las hojas de Ilex vomitoria), ha comenzado a ganar popularidad; y la especie que antes era consumida solo en rituales por los nativos norteamericanos, ha sido cultivada nuevamente con este fin (al ser su cultivo más resistentes a las bajas temperaturas, el cual crece en zona templadas dónde Illex paraguanensis no próspera).